# U Monocerotis
U Monocerotis (U Mon / HD 59693 / HIP 36521 / SAO 134775) es una estrella variable en la constelación de Monoceros, el unicornio. Se encuentra a unos 2510 años luz de distancia del sistema solar.
U Monocerotis es una variable RV Tauri catalogada con tipo espectral K0Ib, siendo su luminosidad bolométrica aproximada 3800 veces mayor que la luminosidad solar. Su período fundamental de variación es de 92,26 días, durante el cual su brillo varía desde magnitud +6,10 a +8,80. Es la segunda estrella más brillante de esta clase de variables después de R Scuti. Su contenido en hierro en relación con el de hidrógeno equivale al 16% del encontrado en el Sol.
U Monocerotis pertenece a la subclase de las estrellas RVb, las cuales muestran una variación a largo plazo superpuesta al período fundamental.
La explicación de la variabilidad a largo plazo es incierta, aunque el modelo principal implica la existencia de un sistema binario rodeado por un toro de polvo que periódicamente eclipsa a la estrella RV Tauri.
Los parámetros orbitales calculados para el sistema U Monocerotis se corresponden con un período de 2597 días y una excentricidad ε = 0,43, de acuerdo a la modulación de su brillo a largo plazo (2475 días).